# Maroon 5
Maroon 5 – amerykańska grupa wykonująca muzykę z pogranicza rocka i popu. Zespół powstał w latach 90. i działał jako Kara's Flowers. W 2001 roku muzycy zmienili nazwę na Maroon 5 i wydali swój pierwszy album, Songs About Jane, który promowali podczas trasy koncertowej w USA. Zespół współpracował m.in. z Robem Thomasem czy Kanye Westem oraz wystąpił podczas koncertu Live 8 w 2005 roku w Filadelfii.
Grupa jest znana przede wszystkim z takich przebojów, jak: „Harder to Breathe”, „This Love”, „She Will Be Loved”, „Sunday Morning”, „Makes Me Wonder”, „Misery”, „Moves Like Jagger”, „Payphone”, „One More Night”, „This Summer’s Gonna Hurt like a Motherfucker”, „Sugar”, „Daylight”,  „Girls like You” oraz „Memories”.
Wydany w 2002 roku album Songs About Jane nie odniósł początkowo wielkiego sukcesu, jednak dzięki singlowi „This Love” muzycy zostali zauważeni przez większą publiczność. Album osiągnął status złotej, platynowej i podwójnej platyny. Zespół w 2005 roku wydał Live – Friday the 13th, na której znalazł się ostatni koncert z ich trasy, który odbył się 13 maja w Santa Barbara w Kalifornii.
We wrześniu 2006 roku zespół z powodu nieuleczalnej kontuzji ręki opuścił Ryan Dusick – perkusista; został zastąpiony przez Matta Flynna.
Po przerwie zespół powrócił w maju 2007, wydając album It Won't Be Soon Before Long. Pierwszy singiel „Makes Me Wonder” osiągnął 1. miejsce w Billboard 200 i sprzedał się w ponad 400 tysiącach egzemplarzy.

## Kara's Flowers
Czterej członkowie Maroon 5 (A. Levine, R. Dusick, M. Madden i J. Carmichael) zaczynali karierę w szkole średniej, grając we własnym zespole Kara's Flowers, powstałym w roku 1994. Swój pierwszy koncert zagrali w kalifornijskim klubie Whiskey. Rok po tym występie podpisali kontrakt z wytwórnią fonograficzną. W 1997 roku wydano ich debiutancki album, The fourth world, który nie zdobył wielkiej popularności. Tymczasem Valentine grywał na gitarze w zespole Square, który 10 czerwca 2000 roku zagrał wspólny koncert z Kara's Flowers. Chłopcy zaprzyjaźnili się i 24 maja 2001 przyjęli Jamesa do swojej grupy, zrywając kontrakt z wytwórnią i zmieniając nazwę na Maroon. Jak tłumaczy Ryan, zmiana nazwy była spowodowana głównie „przekręcaniem” jej przez słuchaczy, mówiono np. „Cars and Flowers”. Ponieważ jednak istniała już grupa o nazwie Maroon, to zespół dodał cyfrę „5” na końcu i tak powstał Maroon 5.

## Songs About Jane
25 czerwca 2002 do sprzedaży trafił album Songs About Jane. Znalazło się na nim 12 autorskich kompozycji. Jako pierwszy singiel wydano „Harder To Breathe”, który nie odniósł większego sukcesu. Hitem stała się natomiast piosenka „This Love”. Rozpoznawalność zyskali także dzięki utworowi „She Will Be Loved”.
W roku 2006 grupa została uhonorowana nagrodą Grammy dla „najlepszego nowego artysty”, a album „Songs About Jane” sprzedał się w ponad 10 milionach egzemplarzy.

## Trasa koncertowa
Maroon 5 koncertowali z Michelle Branch, Nikka Costa i Vanessa Carlton, Graham Colton, John Mayer oraz Counting Crows. W kwietniu 2005 towarzyszyli The Rolling Stones. Grali z Gavinem DeGraw, Matchbox Twenty, Sugar Ray, Phantom Planet, Big City Rock, The Like, Simon Dawes, Jason Mraz, The Thrills, Thirsty Merc, Marc Broussard, The Donnas i Steviem Wonderem.
Podczas ich trasy Honda Civic Tour z zespołu odszedł perkusista Ryan Dusick (śpiewający również w chórkach) z powodu nieuleczalnej kontuzji nadgarstka. Zastąpił go grający wcześniej m.in. z Gavinem DeGraw, czy z zespołem The B-52's – Matt Flynn. Na trasie nagrano DVD oraz wydano album ze zdjęciami z trasy, „Midnight Miles”, zrobionymi przez Wray McCann.

## Dyskografia
- Songs About Jane (2002)
- It Won't Be Soon Before Long (2007)
- Hands All Over (2010)
- Overexposed (2012)
- V (2014)
- Red Pill Blues (2017)
- JORDI (2021)

## Muzycy
Obecny skład
- Adam Levine – śpiew, gitara prowadząca i rytmiczna (od 1994 r. – wliczając okres Kara's Flowers)
- Jesse Carmichael – instrumenty klawiszowe, gitara rytmiczna, chórki (od 1994 r.; od 2012 do 2014 r. Jesse nie był aktywnym członkiem zespołu – pozwoliło mu to skupić się na muzyczno-duchowych studiach. 15 kwietnia 2014 r. klawiszowiec poinformował o zakończeniu urlopu i powrocie do grupy).
- James Valentine – gitara prowadząca i rytmiczna, chórki (od 2001 r.)
- Matt Flynn – perkusja, instrumenty perkusyjne (oficjalny członek zespołu od 2006 r.; muzyk koncertowy w latach 2004–2006)
- PJ Morton – instrumenty klawiszowe, chórki (oficjalny członek zespołu od 2012 r.; zastąpił Jesse’ego Carmichaela w czasie jego urlopu; muzyk koncertowy w latach 2010–2012)
- Sam Farrar – gitary, gitara basowa (okazjonalnie), instrumenty perkusyjne, dodatkowe instrumenty klawiszowe, chórki, sample i inne efekty specjalne (oficjalny członek zespołu od 2016 r.; muzyk koncertowy w latach 2012–2016)

Byli członkowie
- Ryan Dusick – perkusja, instrumenty perkusyjne, chórki (od 1994 do 2006 r.)
- Mickey Madden – gitara basowa (od 1994 r. 2020 r.)

Byli muzycy koncertowi
- Tommy „Boom-Boom” King – instrumenty klawiszowe, chórki (Tommy wspierał zespół podczas całej trasy Back To School Tour w 2009 r.)
- Adrian Young (członek zespołu No Doubt) – perkusja, instrumenty perkusyjne (Adrian zastąpił Matta Flynna, który z powodów osobistych przez pewien czas nie mógł pełnić swoich obowiązków, podczas kilku koncertów wspomnianej trasy Back To School Tour)
- Ryland Steen (członek zespołu Reel Big Fish) – perkusja, instrumenty perkusyjne (Ryland, który razem z Jamesem Valentine'em grał w nieistniejącym już zespole Square, był jednym z perkusistów zastępujących próbującego leczyć kontuzję ręki Ryana Dusicka – jeszcze przed pojawieniem się Matta Flynna w szeregach grupy – na trasie promującej album Songs About Jane)
- Josh Day – perkusja, instrumenty perkusyjne (Josh, który również zastąpił Ryana na kilka koncertów trasy Songs About Jane, jest długoletnim członkiem zespołu towarzyszącego na scenie Sarze Bareilles, w którym grał do 2013 r.

## Nagrody
- 2005 Nagroda Grammy w kategorii Best Pop Performance By A Duo Or Group With Vocal – „This Love”[2]
- 2007 Nagroda Grammy w kategorii Best Pop Performance By A Duo Or Group With Vocals – „Makes Me Wonder”[2]